# Кускатлан
Кускатлан (исп. El Señorío de Cuzcatlán) — государство доколумбового времени на территории современного Сальвадора от реки Пас до реки Лемпа.
Кускатлан был создан на рубеже IX - X  вв. переселенцами из земель тольтеков, говорившими на языке науатль, родственном ацтекскому. В культурном отношении они представляли собой смешение раннеацтекской культуры и культуры майя.
Окончательно завоёвано 17 июня 1524 г. войсками Педро де Альварадо. Современными потомками жителей Кускатлана являются пипили.
Письменных памятников, кодексов и др. не сохранилось, хотя испанские хронисты — Хуаррос, Паласес, Лосано и др. — утверждают, что они существовали.

## Правители Кускатлана
- Куачимисин (Cuachimicín)
- Тутекоцимит (Tutecotzimit)
- Пильгуансимит (Pilguanzimit)
- Тональтут (Tonaltut)
- Атлакатль (Atlacatl) (? – 1528)